# Gherardo Silvani

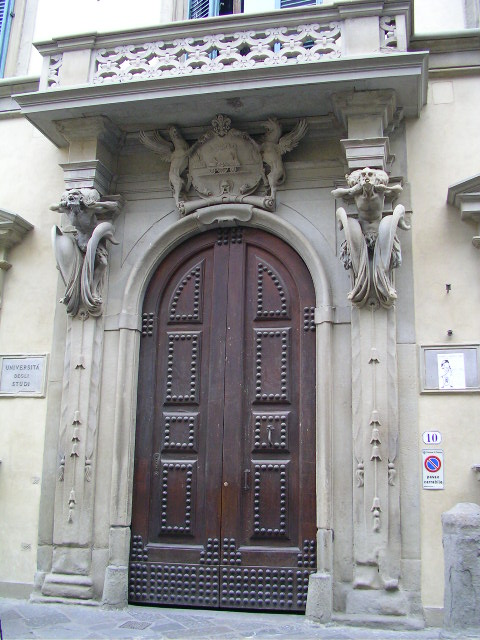
Das phantasievolle Portal des Palazzo Fenzi, Florenz

Gherardo Silvani (* 14. Dezember 1579 in Florenz; † 23. November 1675 ebendort) war ein italienischer Bildhauer und Architekt.

## Leben
Gherardo Silvani wurde am 14. Dezember 1579 in Florenz als Sohn von Francesco di Silvano Silvani und Maria Pagolo del Giocondo geboren.
Sein Vater hat seine Fähigkeiten erkannt und ihn für eine künstlerische Tätigkeit vorbereitet. der Kaufmann und Kunstkenner, Giovanni Cerretani, war sein Födererer und machte ihn im Jahr 1598 mit dem Bildhauer Valerio Cioli bekannt. Nach dessen Tod im Jahr 1599 war er für kurze Zeit bei Giovanni Bandini und wandte sich dann an Bernardo Buontalenti. Nach dem erfolglosen Versuch in die Werkstatt von Giambologna einzutreten arbeitet er mit dem Bildhauer und Architekten Giovanni Caccini zusammen
Letzter einer großen Familie, wurde von seinem Vater, für die gezeigten Fähigkeiten, die künstlerische Lehre initiiert. Sein Förderer war Giovanni Cerretani, Kaufmann und Kunstkenner, der ihn 1598 mit dem Bildhauer Valerio Cioli bekannt machte. Nach dem Tod des letzteren, 1599, hielt er sich für kurze Zeit bei Giovanni Bandini auf, und als auch dieser starb, wandte er sich an Bernardo Buontalenti. Der alte Meister war für ihn eine grundlegende Bezugsgröße, sowohl künstlerisch als auch menschlich: Silvani schrieb sein Leben auf, sammelte seine Zeichnungen und schützte sein Andenken. In der kurzen Zeit ihrer Zusammenarbeit fertigte er für ihn (1603–04) die Holzmodelle des Ziboriums und des Altars der Fürstenkapelle an und arbeitete an der Kanzel für S. Maria a Settignano, die Cerretani in Auftrag gegeben hatte. Nach einem erfolglosen Versuch, in die Werkstatt von Giambologna einzutreten, arbeitete er mit dem Bildhauer und Architekten Giovanni Caccini zusammen und schuf einige Skulpturen.
Im Alter von 37 Jahren richtete sich in der Nähe der Piazza Duomo ein eigenes Atelier ein und heiratete Costanza Salvetti, die Nichte Buontalentis mütterlicherseits, mit der er vierzehn Kinder hatte.
Er war einer der wichtigsten und aktivsten Künstler des 17. Jahrhunderts im Florentiner Raum. Sein Stil war stark vom toskanischen Manierismus von Bernardo Buontalenti, Bartolomeo Ammannati und anderen inspiriert und lehnte die vielleicht zu auffällige Extravaganz des römischen Barocks ab. Seinem Wirken ist es auch zu verdanken, dass sich in Florenz und Umgebung nie ein echter Barockstil durchsetzte, sondern ein eher nüchterner Stil bevorzugt wurde.
Zusammen mit seinem Sohn Pierfrancesco wurde er Hofarchitekt. Seine zahlreichen Werke zeugen von der Gunst, die seine Arbeit bei den Kunden fand: Palazzo Corsini al Prato, Palazzo Capponi-Covoni, Palazzo Fenzi, Palazzo Pallavicini, Palazzo di San Clemente.
Unter den religiösen Bauten entwarf er das Vordach der Basilika von Santo Spirito, die Renovierung von San Frediano, Santi Simone e Giuda, Sant’Agostino und Santa Maria Maggiore, überwachte die Arbeiten in der Kirche von San Gaetano, schuf den Portikus von Santa Margherita etc.
Er war auch ein geschätzter Gartenarchitekt und wurde beauftragt, mehrere Villen rund um Florenz zu entwerfen. Er arbeitete auch in Prato, Pistoia, Volterra und in der Abtei von Vallombrosa.
Er war bis ins hohe Alter aktiv und starb am 23. November 1675 in Florenz. Silvani wurde im Kreuzgang von Santo Spirito in der Familiengruft beigesetzt.